# Bogusław III de Poméranie
Pour les articles homonymes, voir Bogusław.
Bogusław III de Poméranie († après 1200,  vers 1222/1224 son fils lui a succédé) fut un prince de Poméranie et seigneur de Sławno et de Słupsk (en allemand Schlawe et Stolp). Il est considéré comme un membre de la famille des Ratiborides, une lignée cadette de la maison de Poméranie dite maison des Griffons.

## Éléments de biographie
Un acte de l'an 1200 conservé dans une copie su XVe siècle indique sur ego Boguslaus et soror mea Dobroslaua de Sla[u]na c'est-à-dire: moi Bogislaw et ma sœur Dobroslawa de Schlawe. 
Ce Bogusław est identifié comme un membre de la famille des Ratiborides, lignée issue de la maison de Poméranie. Lui et sa sœur Dobroslawa de Sławno seraient les enfants de Bogusław de Sławno l'un des  fils putatifs de Racibor Ier ou selon Anthony Stokvis de son frère Warcisław .  
Il régnait dans la Poméranie Schlawe-Stolp, également connu sous le pays de Sławno ou Schlawe vers 1200 et il  meurt avant 1222/1224 et il a comme successeur son fils putatif Racibor II de Poméranie.

## Numérotation
Le dénombrement des princes homonymes de la maison de Griffons est incertain. Depuis des temps immémoriaux dans l'historiographie, il existe une confusion entre les membres homonymes et  Bogusław/Bogislaw devient Bogusław III lorsqu'on prend en compte la totalité des princes de ce nom et des ducs de la maison de Poméranie. Toutefois ce comptage ne retient pas le père de Bogusław III: Bogusław de Schlawe qui reste sans numéro d'ordre.

## Union et postérité
Bogislaw III aurait épousé une fille anonyme du duc  Mieszko III de Pologne. dont il eut: 
1. Ratibor II[4] († après 1227)
2. Swinislawa (?) épouse de Mestwin Ier de Poméranie elle meurt le 4 septembre 1240.

## Sources
- (de) www.ruegenwalde.com:  Bogislaw (?) - 1200, sur site Die Greifen